# Physiculus marisrubri
Physiculus marisrubri är en fiskart som beskrevs av Brüss, 1986. Physiculus marisrubri ingår i släktet Physiculus och familjen Moridae. Inga underarter finns listade i Catalogue of Life.